# Sturlungaöld

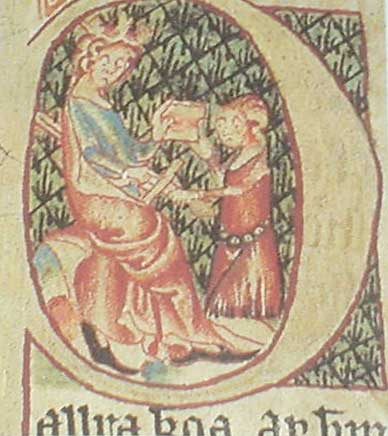
Um islandês se submetendo a ordens do rei norueguês.

A Sturlungaöld (em islandês) ou era dos Sturlungar foi um período de cerca de 43 anos de lutas internas no século XIII na Islândia. Este foi, provavelmente, o período mais violento e sangrento da história do país. Esse período foi documentado por meio da Sturlunga Saga.
Este período é marcado pelo conflito entre poderosos caciques, goðar, que juntaram seguidores e entraram em guerra. O nome deste período vem da família Sturlungar, o clã familiar mais poderosos da Islândia na época. No fim deste período a Comunidade Islandesa deixou de existir e o país se tornou colônia da Noruega.
Os historiadores atribuem ao ano de 1220 o início da era dos Sturlungar, apesar de alguns acharem que o conflito começou alguns anos antes na batalha de Víðines. O poder do país estava consolidado no domínio de alguns clãs familiares - os Haukdælir, de Árnesþing; os Oddaverjar, de Rangárþing; os Ásbirningar, de Skagafjörður; os Vatnsfirðingar de Ísafjörður; os Svínfellingar de Eastfjords e os Sturlungar, de Hvammur em Dalir.
Neste período o rei Haakon IV da Noruega estava tentando estender sua influência na Islândia. Muitos chefes islandeses se tornaram seus seguidores - com destaque para Gissur Thorvaldsson - e faziam diversos favores para o rei; em troca recebiam presentes, seguidores e status de respeito. Consequentemente, os maiores chefes islandeses estavam submetidos ao poder do rei norueguês, de uma forma ou de outra.